# Winchester - Maxim
Il Winchester - Maxim fu un'arma costruita nel XIX secolo, un fucile a rinculo utilizzato.
La caratteristica di quest'arma è di avere il calciolo che non è solidale con il calcio, ma è unito a questo mediante un tubo che scorre entro un altro tubo. Entro quest'ultimo tubo scorre un'asta unita anteriormente con la leva del ponticello che agisce sul sistema del congegno di chiusura, e termina dalla parte opposta con una testa ingrossata che penetra nel primo tubo del calcio, due molle premono in senso opposto e con diversa forza questa testa. Con il partire del colpo, l'asta della leva del ponticello spinge indietro la testa ingrossata che è nel tubo, comprime e stira le due molle verso il calciolo, il quale retrocede alquanto rispetto al calcio, cessato l'effetto del colpo, tutto il sistema ritorna indietro, ed il calciolo appoggia nuovamente contro il calcio. Intanto è stato espulso il bossolo sparato, ed è entrata un'altra cartuccia nella camera, proveniente dal serbatoio che è disposto lungo il fusto dell'arma.